# Раньо-Лонци, Антонелла
Антонелла Раньо-Лонци (итал. Antonella Ragno-Lonzi; род. 6 июня 1940, Венеция) — итальянская фехтовальщица на рапирах, чемпионка летних Олимпийских игр 1972 года в личном первенстве.

## Биография

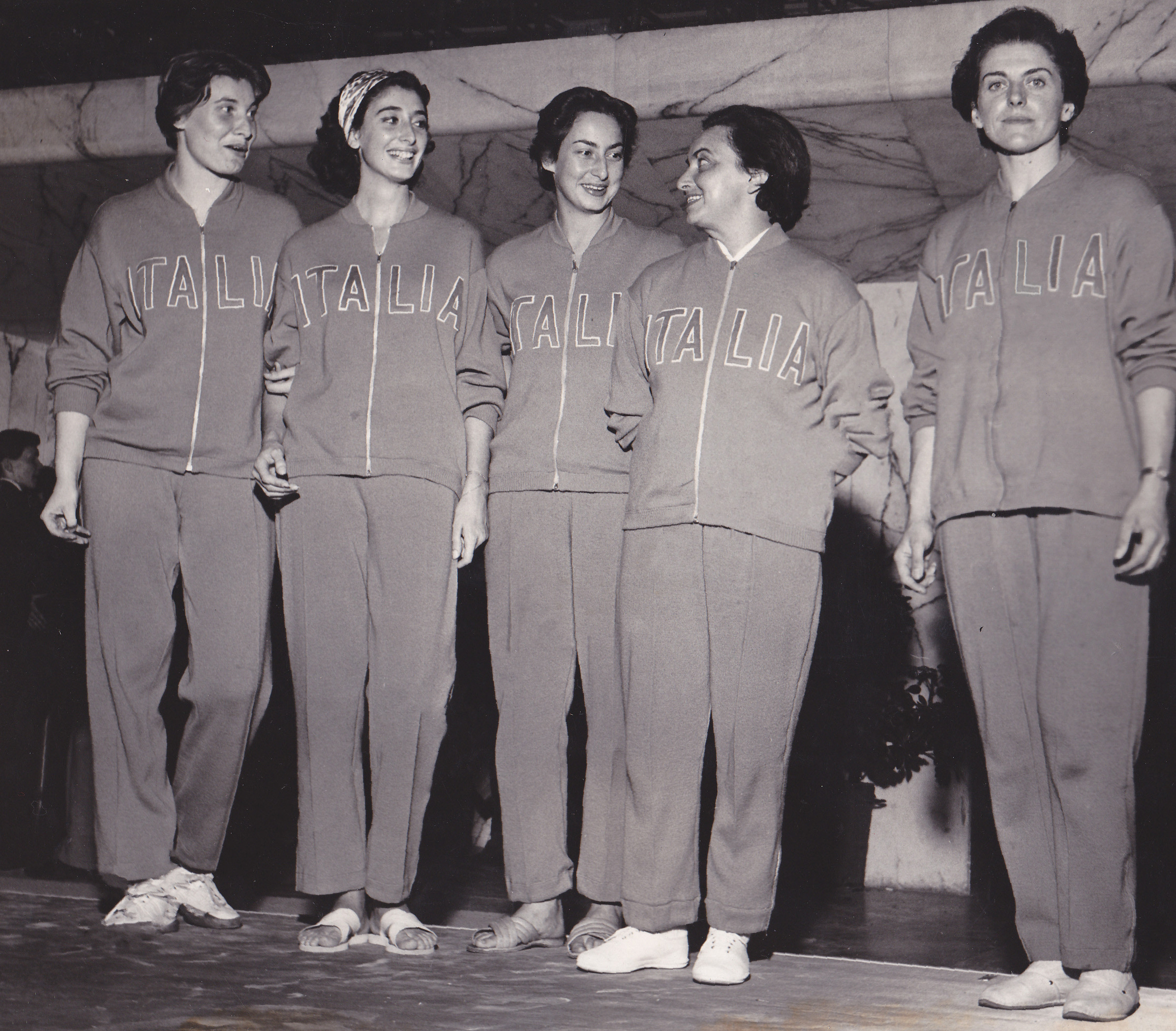
Сборная Италии по фехтованию, 1960 год

Антонелла Раньо родилась в 1940 году в Венеции в семье фехтовальщика и олимпийского чемпиона Саверио Раньо. Тренером Антонеллы была олимпийская чемпионка Ирен Камбер. На домашних летних Олимпийских играх 1960 года в Риме Раньо завоевала бронзовую медаль в командном первенстве в составе сборной Италии. На летних Олимпийских играх 1964 года заняла третье место в личном первенстве. В 1967 году на Чемпионате мира по фехтованию завоевала серебряную медаль, уступив представительнице СССР Александре Забелиной. Раньо победила на летних Олимпийских играх 1972 года в личном первенстве. Тогда же стала первой чемпионкой Кубка мира по фехтованию. Трижды была бронзовым призёром Чемпионата мира по фехтованию в командной рапире. 9 раз была чемпионкой Италии в личном первенстве.
В 1969 году Антонелла Раньо вышла замуж за ватерполиста и олимпийского чемпиона Джанни Лонци.